# Ochthebius cyprensis
Ochthebius cyprensis är en skalbaggsart som beskrevs av August Ferdinand Kuwert 1890. Ochthebius cyprensis ingår i släktet Ochthebius och familjen vattenbrynsbaggar. Inga underarter finns listade i Catalogue of Life.